# بروفين
 بروفان، (بالفرنسية: Provins)‏، 
تنطق بالفرنسية: [pʁo.vɛ̃]
، هي بلدية في سين ومارن في منطقة إيل دو فرانس، في شمال وسط فرنسا.

## أعلام
- عبد العزيز برادة
- ثيوبالد الثاني ملك نافارا
- جون بيير فرنان
- مارغريت دي بوربون، ملكة نافارا
- غوستاف لوفيفر
- ديفيد مونكوتيه